# Hiroya Nodake
Hiroya Nodake (japanisch 野嶽 寛也 Nodake Hiroya; * 3. Dezember 2000 in Kagoshima) ist ein japanischer Fußballspieler.

## Karriere
Nodake erlernte das Fußballspielen in der Jugendmannschaften von Taiyo SC und Kagoshima United FC sowie in der Schulmannschaft der Murasakibaru Jr High School. 2018 kam er als Jugendspieler einmal in der ersten Mannschaft von Kagoshima United FC, die in der dritten Liga spielte, zum Einsatz. Am Ende der Saison wurde er mit dem Verein Vizemeister und stieg somit in die zweite Liga auf. Hier unterschrieb er am 1. Februar 2019 auch seinen ersten Vertrag. Nach nur einer Saison stieg er mit dem Verein aus Kagoshima wieder in die dritte Liga ab. Am Ende der Saison 2023 wurde er mit Kagoshima Vizemeister und stieg somit in die zweite Liga auf. Am Ende der Saison 2024 belegte er mit Kagoshima den 19. Tabellenplatz und musste somit in die dritte Liga absteigen. Nach dem Abstieg verließ er den Verein und schloss sich im Januar 2025 dem Zweitligisten Montedio Yamagata an.

## Erfolge
Kagoshima United FC
- Japanischer Drittligavizemeister: 2018  ▲
- Japanischer Drittligavizemeister: 2023  ▲